# Hånden på hjertet - passer du på det?
Hånden på hjertet - passer du på det? er en dansk dokumentarfilm fra 1972 instrueret af Bent Christensen.

## Handling
Denne artikel mangler et handlingsreferat. Hjælp os med at skrive det.

## Medvirkende
- Ove Sprogøe
- Klaus Pagh